# Le Château du dragon
Pour plus de détails, voir Fiche technique et Distribution.

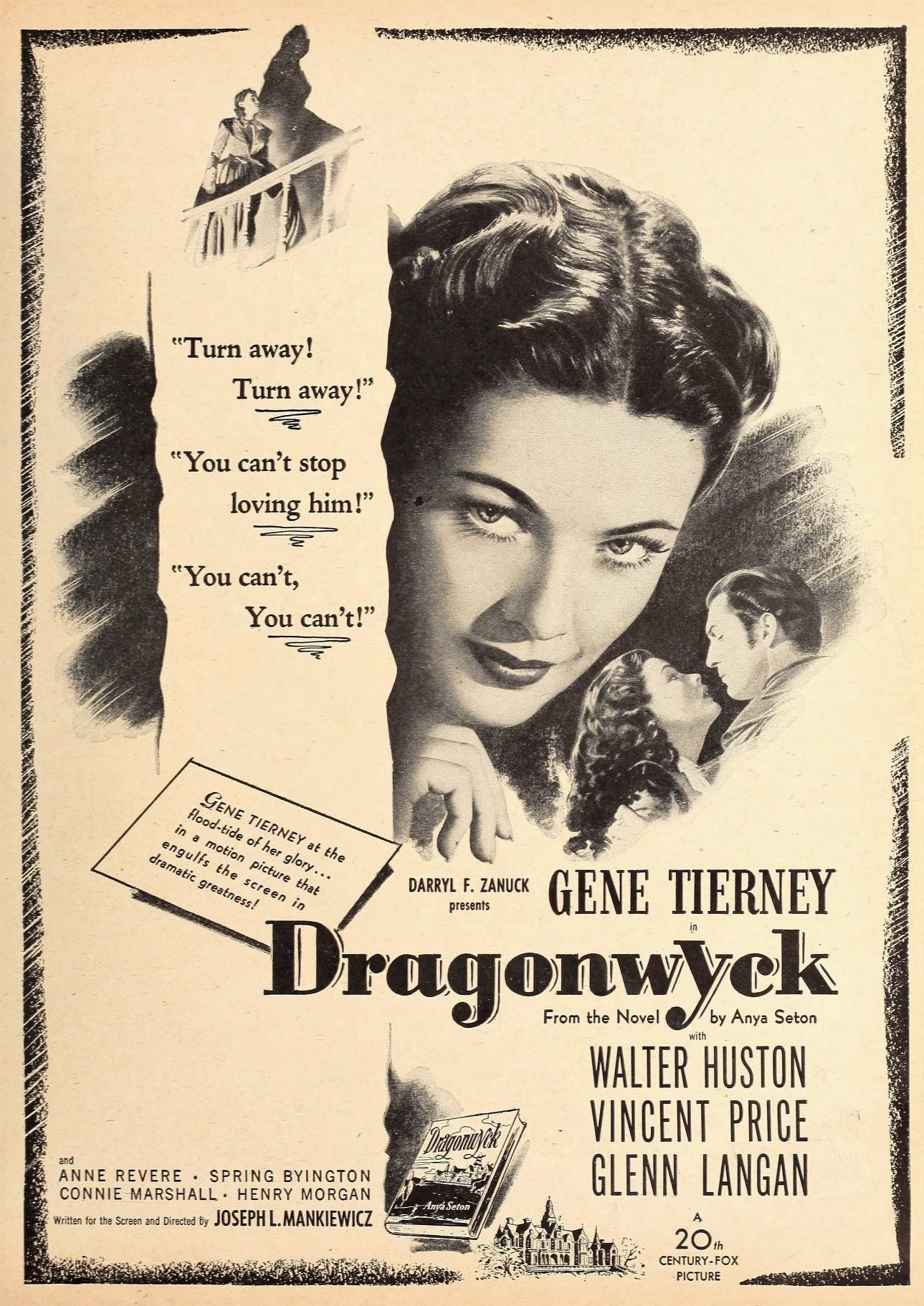
L'affiche du film

Le Château du dragon (Dragonwyck) est un film américain de Joseph L. Mankiewicz, sorti en 1946.

## Synopsis
Une famille paysanne reçoit une lettre que leur envoie un cousin éloigné. Celui-ci souhaite avoir auprès de lui l'une de leurs filles, en tant que dame de compagnie. Cette situation très avantageuse est du goût de la jeune Miranda, qui est bientôt fascinée par son cousin Nicolas. À la mort de son épouse, il demande la main de Miranda avec l'espoir d'avoir un fils pour perpétuer la tradition de fermage dont sa famille est héritière depuis deux cents ans sur le sol américain.

## Fiche technique
- Titre original : Dragonwyck
- Titre français : Le Château du dragon
- Réalisation : Joseph L. Mankiewicz
- Scénario : Joseph L. Mankiewicz, d'après le roman d'Anya Seton
- Direction artistique : J. Russell Spencer et Lyle Wheeler
- Costumes : René Hubert
- Photographie : Arthur C. Miller
- Montage : Dorothy Spencer
- Musique : Alfred Newman
- Production : Darryl F. Zanuck et Ernst Lubitsch
- Société de production : Twentieth Century Fox
- Budget : 1,9 million de dollars (1,4 million d'euros)
- Pays de production :  États-Unis
- Langue : Anglais
- Format : Noir et blanc - 35 mm - 1,37:1 - Mono
- Genre : Drame
- Durée : 103 minutes
- Dates de sortie :
  - États-Unis : 10 avril 1946
  - France : 18 avril 1947
- Affiche : Georges Dastor (France)

## Distribution
- Gene Tierney (VF: Françoise Gaudray) : Miranda Wells
- Walter Huston : Ephraim Wells
- Vincent Price : Nicholas Van Ryn
- Glenn Langan : Dr Jeff Turner
- Anne Revere : Abigail Wells
- Spring Byington (VF: Cécile Dylma) : Magda
- Connie Marshall : Katrine Van Ryn
- Harry Morgan : Klaus Bleecker
- Vivienne Osborne : Johanna Van Ryn
- Jessica Tandy : Peggy O'Malley
- Trudy Marshall : Elizabeth Van Borden

Acteurs non crédités
- Walter Baldwin : Tom Wilson, un fermier
- Clancy Cooper : Un fermier
- Tom Fadden : Otto Gebhardt, un fermier
- Ruth Ford : Cornelia Van Borden
- Francis Pierlot : Dr Brown
- Larry Steers : Un serviteur
- Grady Sutton : Un employé de la maison Astor
- Charles Waldron : Un fermier
- Douglas Wood : Le maire Curtis

## Autour du film
- Le tournage s'est déroulé du 12 février au 4 mai 1945.
- Le film rapporta 3 millions de dollars.
- Le Château du dragon devait initialement être tourné par Ernst Lubitsch, mais celui-ci, victime d'une crise cardiaque, abandonna le projet à Mankiewicz, qui signe ici son premier film[1].
- Première collaboration entre Gene Tierney et le cinéaste, l'actrice tournera à nouveau sous sa direction dans L'Aventure de madame Muir (1947).